# Oxyligyrus zoilus
Oxyligyrus zoilus är en skalbaggsart som beskrevs av Olivier 1789. Oxyligyrus zoilus ingår i släktet Oxyligyrus och familjen Dynastidae. Inga underarter finns listade i Catalogue of Life.